# 沙南縣 (交阯)
沙南縣，是明代交阯承宣布政使司乂安府驩州下轄的一個縣。治所約在今越南乂安省南壇縣境內縣治（沙南社）以下的部分。

## 沿革
- 孫吳屬都洨縣地，唐為驩州地。
- 永樂五年（1407年）六月癸未置，屬乂安府驩州[3][4][5][6][7][8]
- 永樂十三年八月丁亥，並驩州之沙南縣入本州[9]